# Tadashi Nakamura
Tadashi Nakamura (中村 忠, Nakamura Tadashi, Tokio, 10 juni 1971) is een Japans voormalig voetballer die als verdediger speelde. Hij heeft gespeeld voor het Japans voetbalelftal.

## Clubcarrière
Hij speelde tussen 1990 en 1999 voor Yomiuri / Verdy Kawasaki. Daarna speelde Nakamura kort voor Urawa Red Diamonds en hij beëindigde zijn loopbaan in 2004 bij Kyoto Purple Sanga in de J1 League.

## Japans voetbalelftal
Nakamura kwam in totaal 16 keer uit voor het Japanse nationale team. Hij heeft deze duels gespreid over een periode van vier jaar. Hij heeft geen enkele keer gescoord.

## Statistieken
| Japans voetbalelftal | Japans voetbalelftal | Japans voetbalelftal |
| Jaar                 | Wed.                 | Dlp.                 |
| -------------------- | -------------------- | -------------------- |
| 1995                 | 3                    | 0                    |
| 1996                 | 4                    | 0                    |
| 1997                 | 8                    | 0                    |
| 1998                 | 1                    | 0                    |
| Totaal               | 16                   | 0                    |